# Kinh Vô ngã tướng

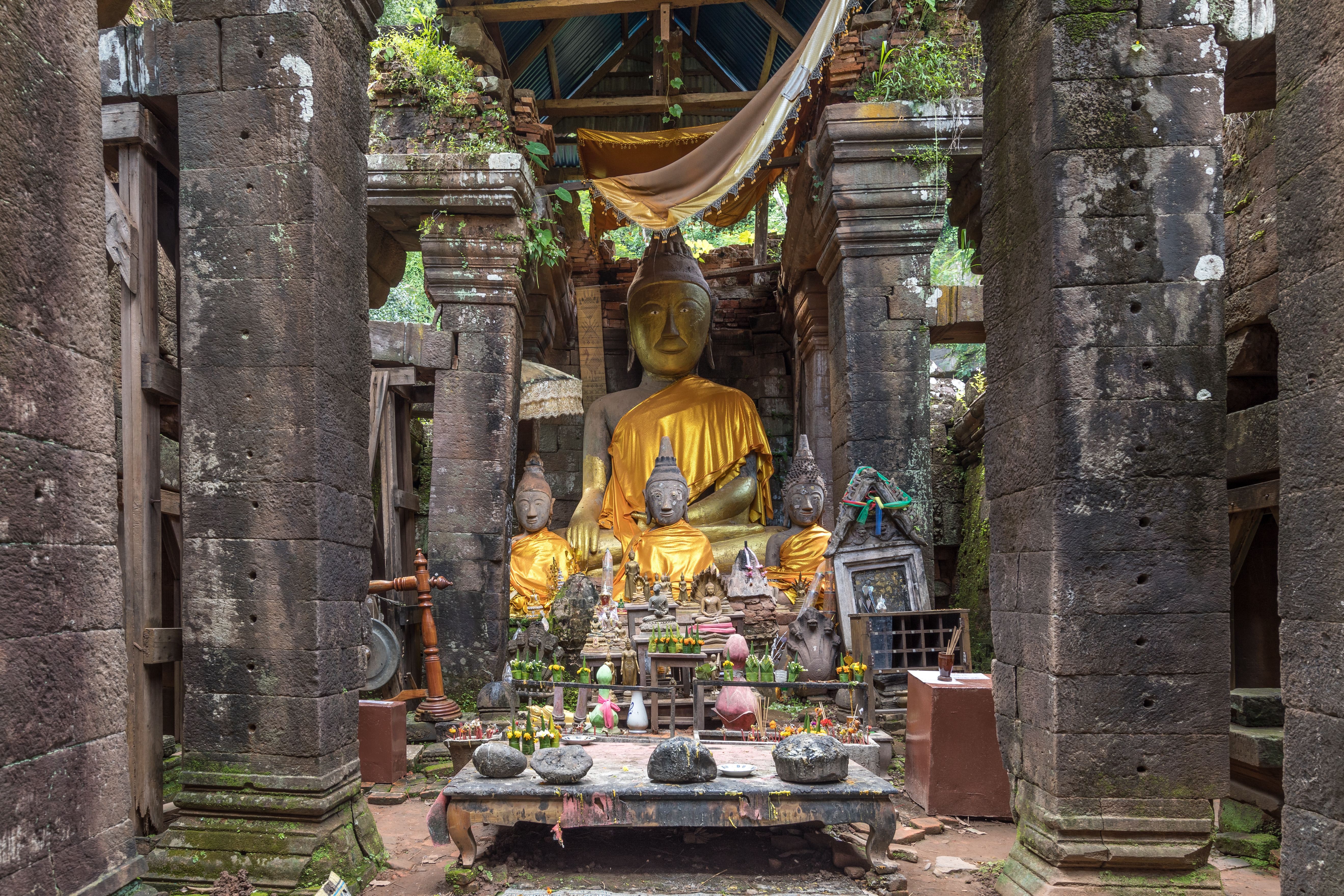
Đức Phật

Kinh Vô ngã tướng (Pali: Anattalakkhaṇa Sutta; Phạn ngữ: Anātmalakṣaṇa Sūtra), được xem là bài giảng thứ hai của Đức Phật Gautama theo truyền thống Phật giáo. Kinh này đôi khi còn được gọi là "Kinh Năm vị" (pi. Pañcavaggiya Sutta; sa. Pañcavargīya Sūtra), nhằm chỉ đến năm anh em Kiều-trần-như, những tăng sĩ đầu tiên của Tăng-già.

## Nội dung
Trong bài kinh này, Đức Phật phân tích các thành phần ngũ uẩn (khandha) của một người và chứng minh rằng chúng đều vô thường (anicca), khổ (dukkha) và do đó không thích hợp để đồng nhất với một "ngã" (attan). 

## Trong kinh điển Phật giáo
Trong Kinh điển Pali, Kinh Vô ngã tướng được xếp trong Samyutta Nikaya (viết tắt là "SN" hoặc "S") và được chỉ mục là "SN 21.59" (SLTP) hoặc "SN 22.59" (CSCD) ) hoặc "S iii 66" (PTS).  Bài giảng này cũng được tìm thấy trong bộ Luật tạng (Vinaya). 
Trong bộ A-hàm Hán ngữ, kinh này được xếp vào Saṃyukta Āgama 34, hay "SA 34".
Một phiên bản của kinh này, Aṇatvalakṣaṇa Sutra, được tìm thấy trong nhóm các kinh văn Phật giáo Gāndhārī, được cho là của phái Dharmaguptaka.